# Hangend bekken

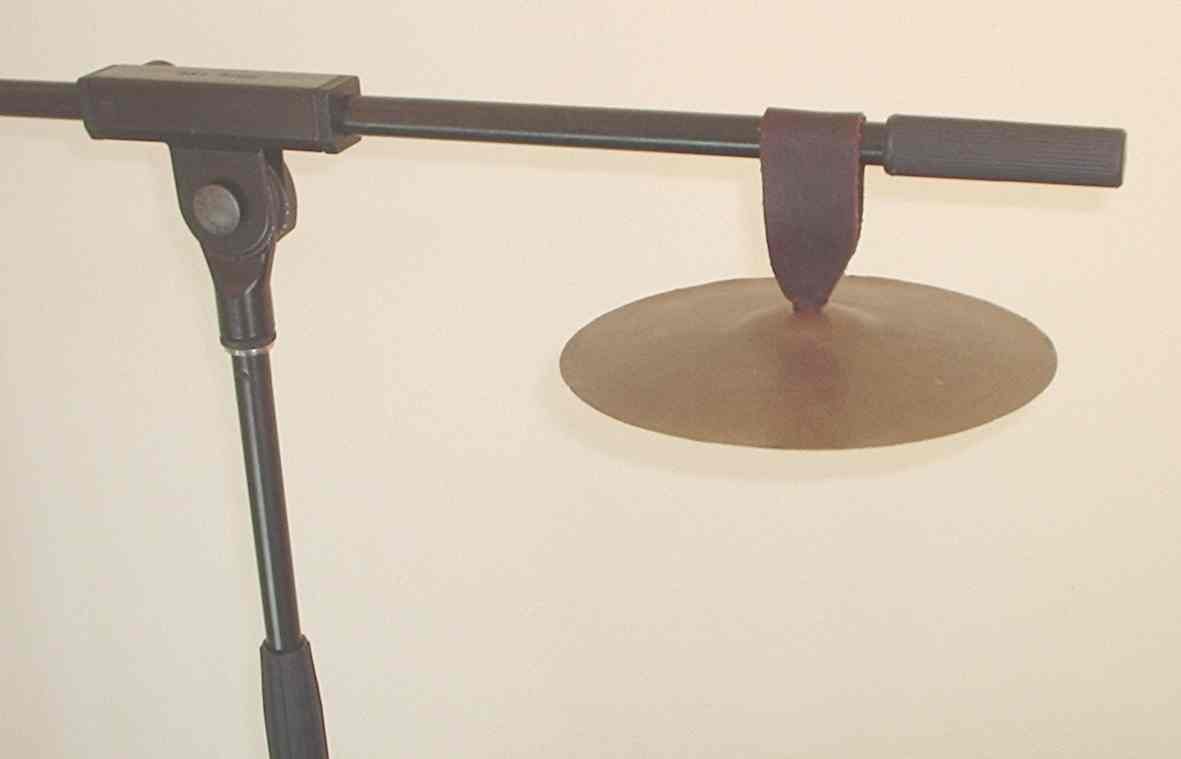
Een hangend bekken

Een hangend bekken of suspended cymbal is een muziekinstrument bestaand uit een groot bekken dat meestal met zachte stokken wordt bespeeld. 
Het hangend bekken wordt vaak gebruikt in de aanloop naar een muzikaal hoogtepunt toe, zowel in klassieke muziek als in popmuziek, meer bepaald in ballads. Het kan onderdeel zijn van een drumstel, maar ook los voorgeschreven worden in de partituur.